# Ctenochira melina
Ctenochira melina är en stekelart som beskrevs av Henry Keith Townes, Jr. 1949. Ctenochira melina ingår i släktet Ctenochira och familjen brokparasitsteklar. Inga underarter finns listade i Catalogue of Life.